# 4,5,6
Albums de Kool G Rap
Live and Let Die
(1992) Roots of Evil
(1998)
Singles
1. Fast Life
Sortie : 14 novembre 1995
2. It's a Shame
Sortie : 1995

4,5,6 est le premier album studio de Kool G Rap, sorti le 12 septembre 1995.
Cet opus fait suite à la séparation du duo que le rappeur formait avec le producteur DJ Polo. 
L'album s'est classé 1er au Top R&B/Hip-Hop Albums et 24e au Billboard 200.

## Liste des titres
| No  | Titre                                                                  | Contient un (des) sample(s) de                                                                                      | Durée |
| --- | ---------------------------------------------------------------------- | --- | ----- |
| 1.  | Intro (Produit par Dr. Butcher)                                        | | 1:03  |
| 2.  | 4,5,6 (Produit par Dr. Butcher)                                        | Mysterious Traveller de Weather Report N.Y. State of Mind de Nas                                                    | 3:21  |
| 3.  | It's a Shame (Produit par Naughty Shorts)                              | Love Is for Fools du Southside Movement                                                                             | 4:04  |
| 4.  | Take 'Em to War (featuring B1 et MF Grimm – Produit par T-Ray)         | A Divine Image de David Axelrod                                                                                     | 3:54  |
| 5.  | Executioner Style (Produit par Dr. Butcher)                            | Leroy the Magician de Gary Burton                                                                                   | 4:07  |
| 6.  | For da Brothaz (Produit par T-Ray)                                     | Soul Sides d'Art Farmer Power of Soul d'Idris Muhammad                                                              | 3:45  |
| 7.  | Blowin' Up in the World (Produit par Buckwild)                         | What You Won't Do for Love de Bobby Caldwell                                                                        | 4:26  |
| 8.  | Fast Life (featuring Nas – Produit par Buckwild)                       | Happy de Surface Trackin' Shoes d'A.B. Skhy We Gotta Think Big Now (Extrait de la bande originale du film Scarface) | 4:55  |
| 9.  | Ghetto Knows (Produit par Naughty Shorts)                              | | 4:29  |
| 10. | It's a Shame (Da Butcher's Mix) (Produit par Dr. Butcher)              | Bamboo Child de Ryō Kawasaki                                                                                        | 3:10  |
| 11. | Money on My Brain (featuring B1 et MF Grimm – Produit par Dr. Butcher) | Chameleon d'Herbie Hancock Overnight Sensation d'Avalanche                                                          | 4:53  |

| 12. | Fast Life (Remix) (featuring Nas – Produit par Salaam Remi) | 3:37 |